# Franka Anić
Franka Anić (Split, Croacia, 5 de febrero de 1991) es una deportista eslovena que compite en taekwondo. Ganó una medalla de bronce en el Campeonato Mundial de Taekwondo de 2013, en la categoría de –67 kg.

## Palmarés internacional
| Campeonato Mundial | Campeonato Mundial | Campeonato Mundial | Campeonato Mundial |
| Año                | Lugar              | Medalla            | Categoría          |
| ------------------ | ------------------ | ------------------ | ------------------ |
| 2013               | Puebla (México)    | Medalla de bronce  | –67 kg             |